# Balmes notabilis
Balmes notabilis is een insect uit de familie van de Psychopsidae, die tot de orde netvleugeligen (Neuroptera) behoort. 
Balmes notabilis is voor het eerst wetenschappelijk beschreven door Navás in 1912.